# 博赫尼亞
博赫尼亞（波蘭語：Bochnia）是位於波蘭南部的城市，人口約有2.8萬。博赫尼亞自1999年省分整併後屬於小波蘭省，在之前屬於塔爾努夫省。博赫尼亞建城于1248年。其地理位置位於塔爾努夫和克拉科夫的中間。

## 外部連結
- Official website of Bochnia
- Jewish Community in Bochnia （页面存档备份，存于） on Virtual Shtetl
- . . 1920.